# Dyskografia Beaty Kozidrak
Solowa dyskografia Beaty Kozidrak składa się z czterech albumów studyjnych i jednego albumu kompilacyjnego oraz dwudziestu siedmiu singli, w tym cztery z gościnnym udziałem artystki.

## Albumy studyjne
| Rok                            | Dane dot. albumu | Najwyższa pozycja na liście | Certyfikat                |
| Rok                            | Dane dot. albumu | POL                         | Certyfikat                |
| ------------------------------ | --- | --------------------------- | ------------------------- |
| 1998                           | Beata - Wydany: 31 sierpnia 1998 - Wytwórnia: Pomaton EMI - Format: CD, kaseta, digital download, streaming                 | –                           | - POL: 2× platynowa płyta |
| 2005                           | Teraz płynę - Wydany: 18 listopada 2005 - Wytwórnia: Pomaton EMI - Format: CD, digital download, streaming                  | 1                           | - POL: 2× platynowa płyta |
| 2016                           | B3 - Wydany: 16 września 2016 - Wytwórnia: Sony Music Entertainment Poland - Format: CD, winyl, digital download, streaming | 3                           | - POL: złota płyta        |
| 2023                           | 4B - Wydany: 23 lutego 2023 - Wytwórnia: Sony Music Entertainment Poland - Format: CD, digital download, streaming          | 28                          |                           |
| „–” pozycja nie była notowana. | |                             |                           |

## Albumy kompilacyjne
| Rok  | Dane dot. albumu                                                                   | Najwyższa pozycja na liście |
| Rok  | Dane dot. albumu                                                                   | POL                         |
| ---- | ---------------------------------------------------------------------------------- | --------------------------- |
| 2006 | Platynowa - Wydany: 22 maja 2006 - Wytwórnia: EMI Music Poland - Format: 2×CD, DVD | 21                          |

## Single

### Jako główna artystka
| Rok                                                                                          | Tytuł                                 | Najwyższe pozycje na listach | Najwyższe pozycje na listach | Najwyższe pozycje na listach | Najwyższe pozycje na listach | Najwyższe pozycje na listach | Najwyższe pozycje na listach | Najwyższe pozycje na listach | Certyfikat                | Sprzedaż       | Album                                                    |
| Rok                                                                                          | Tytuł                                 | POL (airplay)                | POL (airplay nowości)        | RMF                          | LP3                          | SLiP                         | WiR                          | PiK                          | Certyfikat                | Sprzedaż       | Album                                                    |
| -------------------------------------------------------------------------------------------- | ------------------------------------- | ---------------------------- | ---------------------------- | ---------------------------- | ---------------------------- | ---------------------------- | ---------------------------- | ---------------------------- | ------------------------- | -------------- | -------------------------------------------------------- |
| 1998                                                                                         | „Siedzę i myślę”                      | X                            | X                            | X                            | 6                            | –                            | 2                            | 1                            |                           |                | Beata                                                    |
| 1998                                                                                         | „Taka Warszawa”                       | X                            | X                            | X                            | 9                            | 43                           | 5                            | 3                            |                           |                | Beata                                                    |
| 1998                                                                                         | „Wieczna zima”                        | X                            | X                            | X                            | 16                           | 62                           | 2                            | 10                           |                           |                | Beata                                                    |
| 1998                                                                                         | „Żal mi tamtych nocy i dni”           | X                            | X                            | X                            | 30                           | –                            | 3                            | –                            |                           |                | Beata                                                    |
| 1999                                                                                         | „Dakota”                              | X                            | X                            | X                            | 26                           | –                            | –                            | –                            |                           |                | Beata                                                    |
| 2001                                                                                         | „Rzeka marzeń”                        | –                            | X                            | X                            | 10                           | 42                           | 1                            | 1                            |                           |                | Rzeka marzeń (ścieżka dźwiękowa)                         |
| 2003                                                                                         | „Stara baśń” (oraz Katarzyna Pietras) | –                            | X                            | 9                            | –                            | 70                           | 8                            | 14                           |                           |                | Stara baśń. Kiedy słońce było bogiem (ścieżka dźwiękowa) |
| 2005                                                                                         | „Teraz płynę”                         | –                            | X                            | 5                            | 46                           | –                            | 1                            | –                            |                           |                | Teraz płynę                                              |
| 2005                                                                                         | „Złota brama”                         | –                            | X                            | 10                           | –                            | 46                           | 1                            | –                            |                           |                | Teraz płynę                                              |
| 2009                                                                                         | „Nie pytaj o miłość”                  | –                            | X                            | –                            | –                            | –                            | –                            | –                            |                           |                | M jak miłość (ścieżka dźwiękowa)                         |
| 2016                                                                                         | „Bingo”                               | 93                           | 5                            | –                            | –                            | –                            | 1                            | –                            | - POL: platynowa płyta    | - POL: 20 000+ | B3                                                       |
| 2016                                                                                         | „Upiłam się Tobą”                     | 15                           | 5                            | 3                            | –                            | 15                           | 1                            | 27                           | - POL: 2× platynowa płyta | - POL: 40 000+ | B3                                                       |
| 2016                                                                                         | „Niebiesko-zielone”                   | 11                           | 1                            | 3                            | –                            | 15                           | 1                            | 9                            |                           |                | B3                                                       |
| 2017                                                                                         | „Ruchome wydmy”                       | 14                           | 4                            | 4                            | –                            | 22                           | 1                            | 27                           |                           |                | B3                                                       |
| 2017                                                                                         | „Letni wiatr”                         | 40                           | 3                            | –                            | –                            | 35                           | –                            | 22                           |                           |                | B3                                                       |
| 2017                                                                                         | „Obok nas”                            | –                            | –                            | –                            | –                            | –                            | –                            | 26                           |                           |                | B3                                                       |
| 2020                                                                                         | „Bliżej”                              | 13                           | 5                            | 1                            | X                            | 1                            | 1                            | 2                            |                           |                | –                                                        |
| 2021                                                                                         | „Gambit”                              | 18                           | 5                            | 1                            | X                            | 2                            | 1                            | 10                           | - POL: złota płyta        | - POL: 25 000+ | 4B                                                       |
| 2021                                                                                         | „Biegiem” (gościnnie: Kamil Bednarek) | –                            | –                            | –                            | X                            | –                            | –                            | –                            |                           |                | 4B                                                       |
| 2022                                                                                         | „Jak dla mnie”                        | –                            | –                            | –                            | X                            | 26                           | 1                            | 29                           |                           |                | 4B                                                       |
| 2022                                                                                         | „Frajer”                              | –                            | –                            | –                            | X                            | –                            | 5                            | –                            |                           |                | 4B                                                       |
| 2023                                                                                         | „Panama”                              | –                            | X                            | –                            | X                            | –                            | 2                            | 64                           |                           |                | 4B                                                       |
| 2024                                                                                         | „Kochaj mnie znów”                    | –                            | X                            | –                            | –                            | –                            | 2                            | –                            |                           |                | –                                                        |
| „–” pozycja nie była notowana. „X” oznacza, że lista przebojów nie istniała w danym okresie. |                                       |                              |                              |                              |                              |                              |                              |                              |                           |                |                                                          |

### Z gościnnym udziałem
| Rok  | Tytuł                                                          | Album    |
| ---- | -------------------------------------------------------------- | -------- |
| 2020 | „Bez ciśnień” (oraz Zipera)                                    | –        |
| 2021 | „Kruki” (Deemz, gościnnie: Sarius i Beata Kozidrak)            | Sauce    |
| 2022 | „Między nami” (Justyna Steczkowska, gościnnie: Beata Kozidrak) | Szamanka |
| 2023 | „Łobuz” (Roxie Węgiel, gościnnie: Beata Kozidrak)              | –        |